# Tribes 2
Tribes 2 ist ein auf Science-Fiction basierender Ego-Shooter. Angesiedelt im Earthsiege-Universum, ist Tribes 2 der zweite Titel der Tribes-Reihe. Entwickelt von Dynamix, kam Tribes 2 im März 2001 in den Handel. Vertrieben wurde es von Sierra Entertainment.

## Hintergrundgeschichte
Tribes 2 spielt im Jahre 3941, acht Jahre nach dem ersten Kontakt zwischen den Clans Blood Eagle und Diamond Sword. Der Spieler schlüpft in die Rolle eines futuristischen Soldaten. Er kann zwischen vier Fraktionen wählen: Diamond Sword, Blood Eagle, Star Wolf und Children of the Phoenix. Neben den menschlichen Clans kann sich der Spieler noch für die von Menschenhand geschaffenen Bioderms entscheiden. Obwohl sich die Clans visuell unterscheiden, hat die Wahl keine Auswirkung auf das Spielgeschehen.

## Gameplay
Der Schwerpunkt von Tribes 2 liegt auf dem Mehrspielermodus, zusätzlich beinhaltet das Spiel fünf Trainingsmissionen für den Einzelspieler. Dort erlernt man die grundlegenden Elemente des Spiels unter der Anleitung einer Computerstimme. Neben dem bekannten Deathmatch beinhaltet Tribes 2 noch weitere, vor allem teamorientierte Spielmodi wie Rabbit und Siege, hauptsächlich wird Capture the Flag mit bis zu 64 Spielern gespielt.
Das besondere an der Tribes-Serie ist der fließende Übergang zwischen Innen- und Außenkämpfen auf den weitläufigen Levels samt Luft- und Bodenfahrzeugen und die Auslegung auf eine große Anzahl von Spielern (bis zu 64). Damit war die Tribes-Serie ein wichtiger Einfluss für spätere Mehrspieler-Ego-Shooter wie beispielsweise Unreal Tournament 2004 oder Battlefield 1942.
Tribes führte einige strategische Elemente, wie Sensoren und Verteidigungstürme, in die Welt der Ego-Shooter ein. Auch beinhaltete Tribes, ähnlich wie Team Fortress verschiedene Spielerklassen. Diese Klassen können durch Load-Outs mit verschiedenen Waffen oder Ausrüstungsgegenständen weiter individualisiert werden.
Aufgrund der vielen strategischen Elemente und dem komplexen Spielgeschehen wird Tribes von vielen als ein für Anfänger eher schwer zu erlernendes Spiel gesehen. Spät- und Quereinsteiger von anderen Spielen haben es oft schwer, in Tribes Fuß zu fassen.
Eine besondere Funktion in Tribes 2 ist der Community Browser samt eigenem GUI. Er beinhaltet eine Newsfunktion, Foren, T-Mail, Chat und einen Browser. Aufgrund der Überzeugung bei Sierra Entertainment, dass die Foren nicht in ihrem Sinne genutzt wurden, schaltete man diese ab. Nach der Schließung von Dynamix, dem Entwickler und gleichzeitig eine Tochterfirma von Sierra, wurde auch die Newsfunktion abgeschaltet. Die Spielerprofile und Clanseiten funktionieren heute noch, ebenso wie der eingebaute Browser.

### Rüstungen
Es gibt drei verschiedene Rüstungsklassen in Tribes.
- Peltast / Scout Armor / Light: Mit der leichten Rüstung dringt der Spieler in Höhen vor, die für anderen Klasse nicht zu erreichen sind. Im Gegenzug darf der Spieler nur drei Waffen tragen. Als einzige Klasse steht dem Light das Scharfschützengewehr zur Verfügung, das Cloaking Pack mit dem der Spieler sich unsichtbar machen kann und die Möglichkeit das Hovercraft-Motorrad Wildcat zu steuern. Mobile Ausrüstungssationen und Turrets können dafür nicht getragen werden. Der Light ist bei Spielern aufgrund seiner Geschwindigkeit beliebt und wird daher zum Cappen (Erobern der feindlichen Flagge) und der Verteidigung der eigenen Flagge verwendet.
- Hoplite / Assault Armor / Medium: Die mittlere Rüstung erzielt eine Balance zwischen Geschwindigkeit und Waffenkapazität. Der Medium kann mehr Trefferpunkte als der Light absorbieren und kann alle Fahrzeuge bis auf das Wildcat steuern. Aufgrund der fünf Waffen, die er mitführen kann, hat der Spieler eine große Vielfalt gegenüber dem Light. Überwiegend in der Verteidigung eingesetzt, um Turrets und Sensoren zu platzieren, wird der Medium auch zum Cappen verwendet.
- Myrmidon / Juggernaut Armor / Heavy: Die schwere Rüstung kann acht und damit die meisten Waffen mitführen. Der Mortar (ein tragbarer Mörser) ist nur vom Heavy mitzuführen. Markant für den Mortar ist der grüne Schweif, den ein Geschoss nach sich zieht. In Sachen Reichweite und Schaden ist er die stärkste Waffe im Spiel. Der größte Nachteil ist die stark eingeschränkte Beweglichkeit des Heavys. Üblicherweise wird er per Transporter ins feindliche Gebiet geflogen, übernimmt aufgrund seiner Masse aber auch eine verteidigende Rolle auf der Flagge oder in Gebäudeeingängen ein. Der Heavy kann keine Fahrzeuge steuern.

### Fahrzeuge
Tribes 2 bringt einige überarbeitet Versionen der Fahrzeuge aus dem Vorgänger mit, versäumt es aber nicht, auch neue ins Spiel zu integrieren. Zu den Fahrzeugen zählen mehrere Hovercraft-Fahrzeuge und zwei Flugzeuge.
- Wildcat Grav Cycle: Wildcat Grav Cycle ist ein waffenloses, für eine Person ausgelegtes Hovercraft-Motorrad. Das Wildcat zeichnet sich durch seine Schnelligkeit aus und kann auch zum Fahren auf Wasser benutzt werden.
- Shrike Scout Fighter: Der Scout ist zweifelsohne das schnellste Fahrzeug im Spiel. Wie das Wildcat ausgelegt für eine Person, verfügt der Shrike über eine doppelläufige Energiekanone, die ihre Energie mit der des Schildes teilt. Bevorzugt wird der Scout eingesetzt, um feindliche Flug- und Fahrzeuge unter Beschuss zu nehmen, besonders geübte Spieler fliegen knapp über den Boden, um gegnerische Spieler direkt anzugreifen. Das integrierte AWACS-System erweitert die Sensor-Reichweite und ermöglicht so die frühe Erkennung von gegnerischen Spielern.
- Havoc Gunship Transport: Der langsame Transporter hat Platz für vier Passagiere und besitzt keine Waffen. Jedoch können die Passagiere ihre Waffen benutzen, um den Havoc zu schützen. Durch Benutzung des Sensor Jammer Pack eines Passagieres wird die automatische Zielfindung der feindlichen Turrets behindert, und der Havoc kann sich von Sensoren ungesehen der feindlichen Basis nähern. Aufgrund seiner Größe und der geringen Geschwindigkeit ist der Havoc sehr verwundbar gegenüber dem Shrike.
- Beowulf Assault Tank: Der Beowulf ist ein Hovercraft-Panzer, ausgestattet mit einem Energieschild und zwei Waffen. Ein Spieler übernimmt den Part des Fahrers, der zweite steuert die Mortarkanone und das Maschinengewehr.
- Thundersword Bomber: Der Bomber bietet Platz für drei Spieler. Einer ist für das Fliegen zuständig, der zweite für die Waffen und der dritte kümmert sich um die Verteidigung gegen gegnerische Raketen und Shrikes. Der Thundersword besitzt zwei Waffen: eine Energiekanone und eine Bombe, die mehrfach verwendet werden kann.
- Jericho Mobile Base: Der Jericho ist das langsamste Fahrzeug im Spiel, besitzt aber einen starken Schutzschild. Er kann feindliche Sensoren in einem kleinen Umkreis stören. Sobald der Jericho steht und aufgebaut ist, können sich Spieler an der Inventory Station ausrüsten. Auf dem Dach befindet sich eine stationäre Kanone zur Verteidigung. Feindliche Spieler können einen Jericho übernehmen, wenn der Jericho gerade aufgebaut wird und das Cockpit vom Schutzschild noch nicht umgeben ist.

## Entwicklung
Tribes 2 (Abgekürzt: T2) ist der von Dynamix zu Starsiege: Tribes entwickelte Nachfolger, welcher von Sierra Studios im März 2001 für Windows veröffentlicht wurde. Eine Linux-Portierung wurde von Loki Games im April 2001 veröffentlicht.

## Rezeption
Tribes 2 wurde größtenteils positiv bewertet. Bei Metacritic hält das Spiel 88 von 100 Punkten, aufbauend auf 28 Kritiken. Damit belegt der Titel 2001 den siebten Platz als „Best PC Game“. Aus 54 Nutzerbewertungen ergibt sich ein Stand von 8,3 aus 10 Punkten (September 2023). Im Katalog von MobyGames hat der Titel einen „Moby Score“ von 7,8. Basierend auf 35 Kritikermeinungen ergibt sich eine durchschnittliche Bewertung von 82 % (September 2023). Das Spiel setze die erfolgreiche Formel des ersten Teils im Kern relativ unverändert fort, biete dabei aber genug technische Weiterentwicklungen. Der Schwerpunkt liege klar beim Online-Teamplay.

### Kritiken
Tribes 2 habe jedem Fan von Ego-Shootern etwas zu bieten, schreibt Tom Bramwell für Eurogamer, wobei der Fokus „ganz klar auf Teamplay“ gelegt sei. Dazu tragen laut Testbericht etwa die „beeindruckende Steuerung“ oder die gelungene Server-Verwaltung bei. Die verfügbaren Fahrzeuge machten Tribes 2 ebenfalls zu „etwas Besonderem“. Jeder, der im Erscheinungsjahr online spielen wolle, sollte sich das Spiel zulegen.
Im Vergleich zum ersten Teil habe sich am Kern der erfolgreichen Spielmechanik wenig verändert, allerdings habe sich die Grafik „erheblich verbessert“, es seien größere Netzwerk-Partien möglich und es gebe mehr Ausrüstung, Gegenstände sowie Fahrzeuge. Weiter hält Sam Parker bei GameSpot fest, dass das „süchtig machende“ Teamplay tiefgehende Möglichkeiten und Strategien eröffne. Für neue Spieler biete der Titel umfangreiche Möglichkeiten, offline zu üben, Tribes 2 sei aber trotzdem nicht einfach zu meistern. Allerdings hätten gerade am Anfang technische Probleme einige Spieler abgeschreckt.
Neben „wunderschönen Landschaften und einer reichen Auswahl von Waffen“ biete der Ego-Shooter „fast ausschließlich Online- oder Netzwerk-Spaß“, heißt es bei 4Players. Bei der gelungenen Fortsetzung käme leider der Solomodus zu kurz. Richtiger Spielspaß entstehe erst online und „auch dann erst ab einer größeren Zahl von Spielern“. Die Unterstützung der Online-Community durch Sierra sei „absolut vorbildlich“.

### Freigabe als Freeware
Seit Mai 2004 steht Tribes 2 kostenlos zum Herunterladen im Internet bereit. Vivendi Universal Games hat Tribes 2 und auch Starsiege: Tribes, um die Wartezeit für die Spieler auf Tribes: Vengeance zu verkürzen, als Freeware freigegeben.

### Multiplayer-Server-Deaktivierung
Am 2. November 2008 deaktivierte Sierra den Authentication-Servers, welcher für ein Online-Multiplayer-Spiel notwendig ist. Anfang 2009 erschien aus der Fan-Gemeinde ein Inoffizieller Patch, welcher zusammen mit einem Ersatzserver die Online-Funktionalität wiederherstellt.